# Lac Macaza (Antoine-Labelle)
Pour les articles homonymes, voir Macaza.
Le lac Macaza est un plan d'eau douce situé dans la municipalité de La Macaza, dans la municipalité régionale de comté (MRC) de Antoine-Labelle, dans la région administrative des Laurentides, au Québec, au Canada.
Après le milieu du XIXe siècle, la foresterie a été l'activité économique prédominante. Au XXe siècle, les activités récréotouristiques ont été mises en valeur. Aujourd'hui, la villégiature est très développée autour du lac, surtout sur la rive sud et la rive ouest. La surface du lac est généralement gelée entre la mi-novembre et la fin avril ; néanmoins, la période de circulation sécuritaire sur la glace est habituellement de la mi-décembre à la fin mars.

## Géographie
Arrivant par le nord du lac, le courant traverse la rivière Macaza sur 4,1 km vers le sud-ouest ; ce lac forme un crochet vers le nord-ouest, jusqu'à l'embouchure situé au sud-ouest du lac. Ce plan d'eau comporte la baie Jaune (laquelle reçoit la décharge du lac à Verron venant du sud) située au sud du lac et la baie Claire (longue de 1,5 km) située au sud-est. En amont du lac Macaza, un segment de la rivière Macaza coule sur 3,0 km (ou 1,6 km en ligne directe) vers le sud-ouest formant de nombreux serpentins jusqu'à la rive nord-est du lac Macaza.

## Toponymie
Le toponyme "lac Macaza" a été officialisé le 5 décembre 1968 à la Banque des noms de lieux de la Commission de toponymie du Québec.